# حکمت
حکمت (خرد، عقل) (به انگلیسی: Wisdom) در نزد دانشمندان  به معنی دانستن چیزهاست چنان‌که باشند. در لغت به معنی فرزانگی‌است و معمولاً آن را معادل شرقی یا اسلامی، فلسفهٔ اروپایی می‌گیرند.

## حکمت نظری و حکمت عملی
حکمت را به دو شاخهٔ حکمت نظری و حکمت عملی تقسیم می‌کنند که هر شاخه زیربخش‌های کوچکتر دارد:
- حکمت نظری: در دانستن موجوداتی‌است که وجود آن‌ها وابسته به حرکات ارادی افراد بشر نباشد.
  - علم مابعدالطبیعه: در شناخت موجوداتی‌است که آمیختگی ماده شرط وجود آن‌ها نباشد.
  - علم به موجوداتی که بی آمیختگی ماده ممکن نباشند خود دو شاخه می‌دارد
    - ریاضی: آمیختگی ماده در تعقل و تصور آن شرط نیست.
    - علم طبیعی: جز با مخالطت ماده معلوم نباشد.
- حکمت عملی: در دانستنِ صلاحِ اموری‌است که به اراده و کردارهای انسان وابسته‌است.
  - تهذیب اخلاق به امور انفرادی مربوط است.
  - به جماعت و مشارکت وابسته‌است. خود دو شاخه می‌دارد:
    - تدبیر منازل: مربوط است به مشارکت در منزل و خانه
    - سیاست مدن مربوط است به مشارکت در اجتماعات بزرگ‌تر

به گفتهٔ جواد طباطبایی تقسیم حکمت به عملی و نظری در آثار افلاطون و ارسطو نبود، بلکه توسط شاگردان ارسطو که کتاب‌ها را جمع کردند صورت گرفت.

## حکمت نظری
افلاطون بر این عقیده بود که حکمت یا فلسفه نظری پذیرای هیچ تقسیمی نیست و کلیه علم‌ها استنتاج‌هایی هستند از مجموعه واحدی از اصول نهایی، و اثبات این اصول کار علم اعلایی است که افلاطون آن را دیالکتیک نامید.

لیکن حکمت نظری نزد ارسطو و دانشوران اسلامی، در دانستن موجوداتی است که وابسته به حرکات ارادی اشخاص بشر نیستند. با توجه به اقسام موجودات این علم به سه شاخهٔ مابعدالطبیعه، ریاضی و طبیعی تقسیم می‌شود. هر یک از این علم‌ها اصولی دارند و فروعی.

### مابعدالطبیعه
مابعدالطبیعه در نزد دانشوران اسلامی در شناخت موجوداتی‌است که بودنشان وابسته به آمیختگی با ماده نباشد. که آن را علم برین، علم پیشین یا به تازی علم اعلی می‌خوانند.
اصول مابعدالطبیعه خود به دو فن تقسیم شدی یکی علم الهی که شناختن خدا و عقل و نفس و امثال آن است و دیگری فلسفهٔ اولیٰ. در این دومی بحث از وحدت و کثرت و وجوب و امکان و حدوث و قدم می‌شود.
فروع مابعدالطبیعه شامل دانستن نبوت و شریعت و معاد و آنچه بدان مانند است می‌شود.

### ریاضی
در ریاضی بحث از موجوداتی است که تصورکردن آن‌ها نیاز به ماده ندارد. پیشینیان ریاضی را به فارسی انگارش می‌گفتند. و آن را علم میانگین یا به تازی علم اوسط هم می‌خواندند.
اصول علم ریاضی چهار نوع است: یکی هندسه، دوم علم عدد یا حساب یا شمار، سوم نجوم (احکام تنجیم و ستاره‌بینی بخشی از آن نیست)، چهارم علم تألیف. به سبب آنکه در علم تألیف سخن از نسبت و زمان سکنات در آوازها می‌رود آن را موسیقی هم می‌خوانند.
فروع ریاضی شامل جبر و مقابله، مناظر و مرایا، جر اَثقال و علم حیل و جز آن می‌شود.

### طبیعی
در علم طبیعی سخن از موجوداتی بود که جز به‌آمیختگی با ماده ممکن نباشند. مر آن را علم زیرین یا به تازی علم اسفل هم می‌خواندند.
اصول علم طبیعی هشت نوع است. یکی سماع طبیعیاست. در آن سخن از «مبادی متغیرات» است: زمان و مکان و حرکت و سکون و نهایت و بی‌نهایت و جز آن. دوم سماء و عالم است. این در شناخت جسم‌های مرکب و احکام اجسام بسیط است چه در آسمان (علوی) و چه در زمین (سفلی). سوم کون و فساد است. این علم در شناختن ارکان، عناصر (چهار آخشیچ) و گونه‌گون شدن صورت‌های ماده‌است. چهارم علم آثار علوی است. در شناختن علت رویدادهای طبیعی‌است چون آذرخش و باران و برف و زلزله و آنچه بدان ماننده‌است. پنجم علم معادن است. در کیفیت و ترکیب مواد (بیجان) است. ششم علم نبات یا گیاهشناسی‌است. هفتم علم حیوان یا جانورشناسی‌است. هشتم علم نفس است که به انسان باز می‌گردد.
فروع علم طبیعی پرشمار است: پزشکی، احکام نجوم و کشاورزی سه نمونه از آنهاست.

## حکمت عملی
حکمت عملی آن شاخه از حکمت است که به کنش‌های انسانی باز بسته‌است و به اعتقاد دانشوران مسلمان هدفش نظام‌گرفتن و اصلاح معاش انسان (به‌اصطلاحْ این‌جهانی یا ناسوتی) و همچنین نظام‌گرفتن و اصلاح معاد انسان (به‌اصطلاحْ آن‌جهانی یا لاهوتی) است. حکمت عملی خود دو گونه‌است یا علم تدبیر خود است یا علم تدبیر اجتماعات که باز دو نوع است یا تدبیر خانه است یا تدبیر عام مردم. پس در کل سه نوع است. اولی را تهذیب اخلاق هم گفته‌اند و سومی را سیاست مدن هم.